# Карсаковка 1-я
 Карсаковка 1-я  — деревня в составе Апраксинского сельского поселения Чамзинского района Республики Мордовия.

## География
Находится у реки Нуя на расстоянии примерно 10 километров по прямой на север от районного центра поселка  Чамзинка.

## История
Известна с 1863 года как владельческая и удельная деревня Ардатовского уезда Симбирской губернии из 20 дворов, название по фамилии владельцев.

## Население
Постоянное население составляло 7 человек (русские 71%, мордва 29%) в 2002 году, 2 в 2010 году .